# Exocentrus kucerai
Exocentrus kucerai là một loài bọ cánh cứng trong họ Cerambycidae.